# Afytos
Afytos, řecky Άφυτοςnebo Άθυτος (Athytos), starořecky Άφυτις (Afytis), je město na poloostrově Chalkidiki v Řecku. Je známé svou tradiční kamennou řeckou architekturou.

## Historie

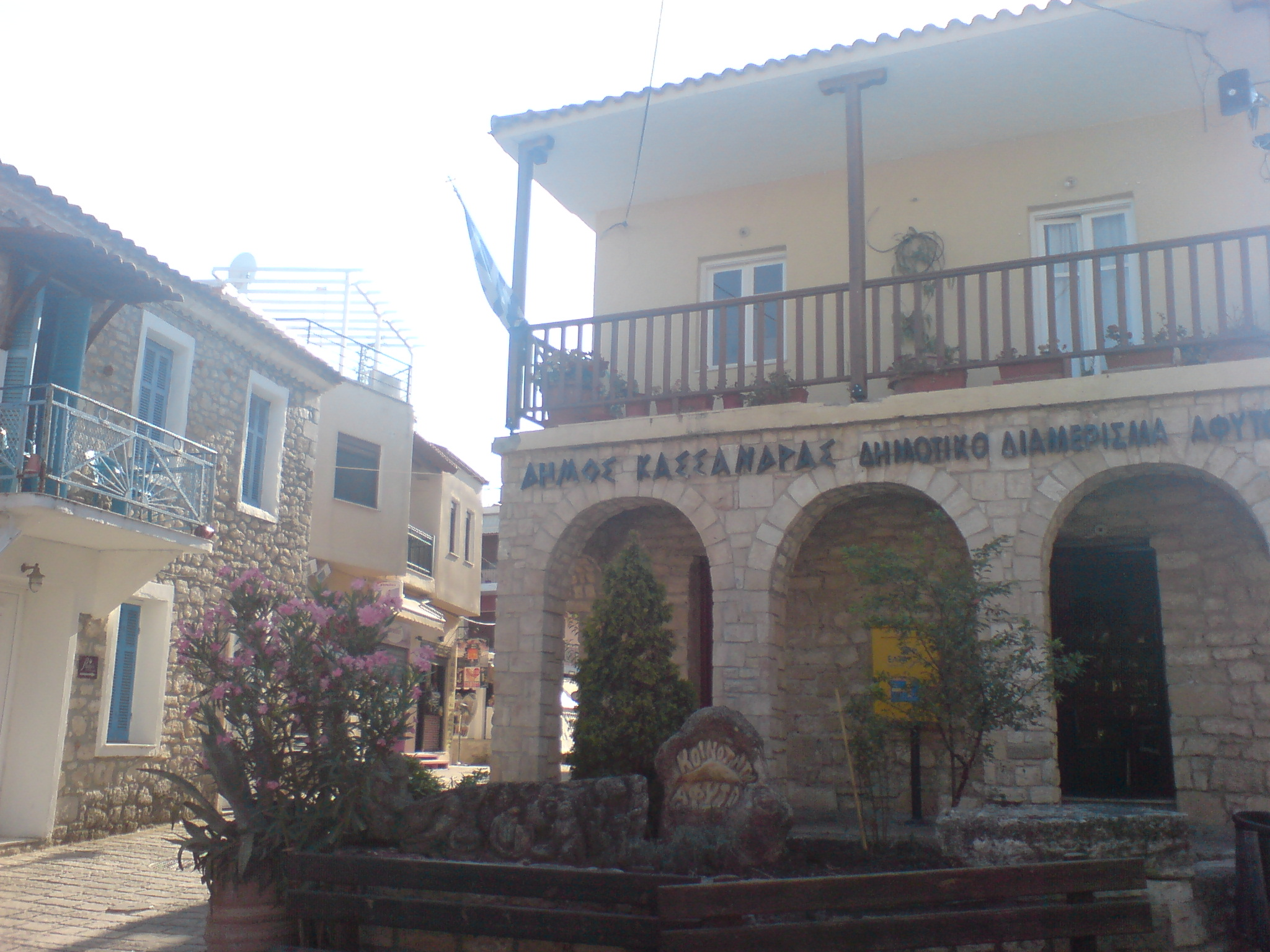
Afytos, radnice

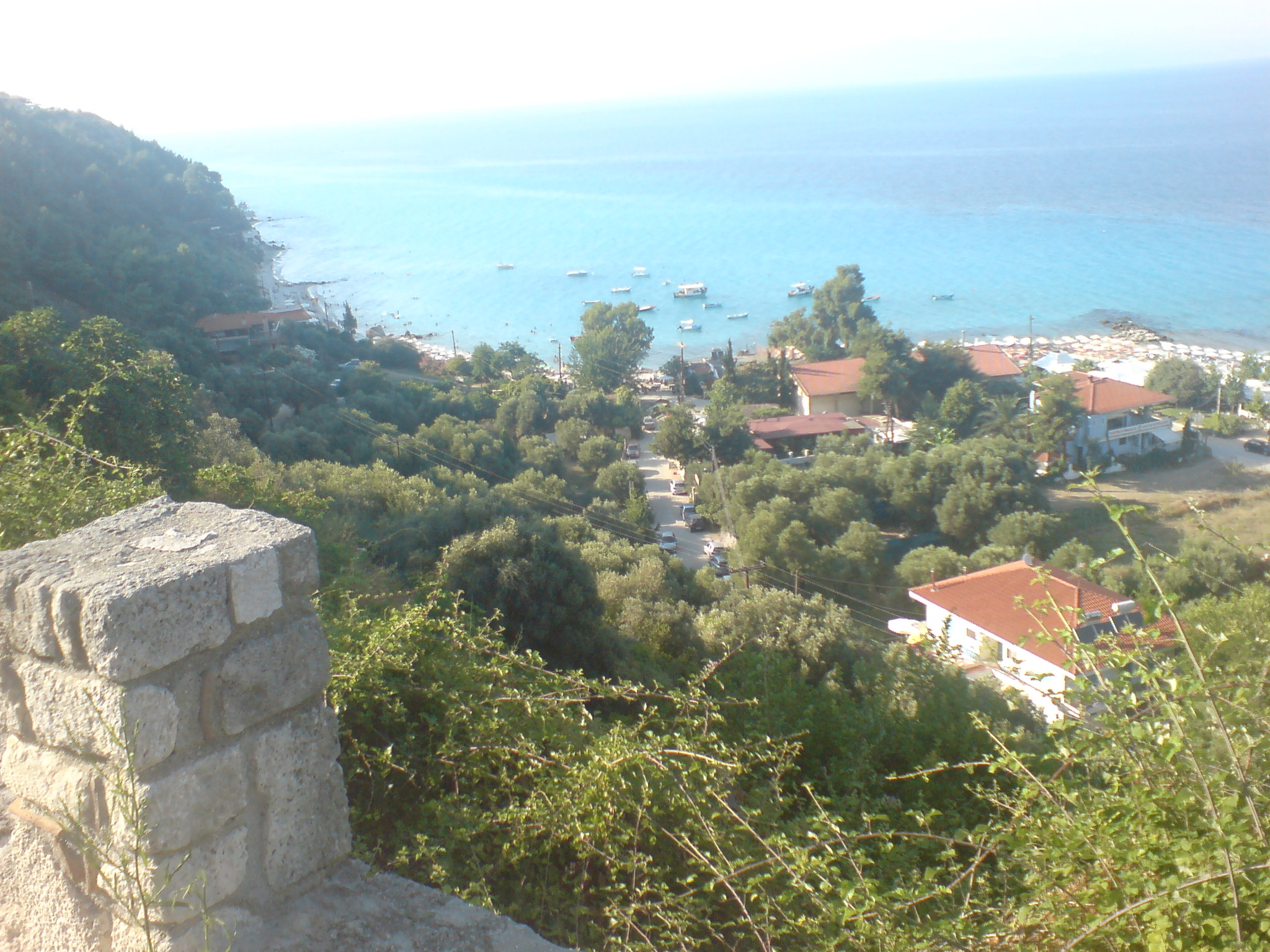
Výhled na moře

Město založili řečtí kolonisté z ostrova Euboia v 6. stol. před Kr. pod jménem Afytis a bylo součástí sdružení Pallene.
Nachází se zde chrám Dionýsa a Dia. Během Řecko-perských válek poslal Afytos vlastní flotilu. Další zpráva o městě je až ze 14. století, následně z turecké doby. Město stále obývali Řekové a přetrvalo antické pojmenování. V této době byly postaveny dnešní budovy v tradiční řecké kamenné architektuře. Afytos se aktivně zapojil do Řecké války za nezávislost od Turků v roce 1821. Pocházeli odsud významní generálové např. Triandafyllos Garufallu.

## Architektura
Afytos je klidné malé město s tradiční pevninskou řeckou architekturou, je oblíbenou destinací turistů z Chalkidiki, kteří chtějí vidět typickou řeckou vesnici. Na hlavním náměstí je radnice, kostel, taverny, tradiční řecký platan (symbol středu řecké vesnice). Kolem jsou domy obyvatel, přičemž i nové jsou postaveny tradičním stylem, tedy z velkých kamenů. Ulicí severně od náměstí se vedle tradičních domech dá dostat na místo, odkud je známý výhled na moře z vysoké skály, kde je také kavárna. Pod bralem je pláž.